# June Heath
June Heath, född 29 juni 1929, död 14 augusti 1993, var en australisk friidrottare. Hon deltog vid olympiska sommarspelen 1956.